# 甘油酸脱氢酶
甘油酸脱氢酶（英語：glycerate dehydrogenase，EC 1.1.1.29 （页面存档备份，存于））是一种以NAD+或NADP+为受体、作用于供体CH-OH基团上的氧化还原酶。这种酶能催化以下酶促反应：
L-甘油酸 + NAD+ {\displaystyle \rightleftharpoons } 羟基丙酮酸 + NADH + H+
甘油酸脱氢酶主要参与甘氨酸、丝氨酸和苏氨酸的代谢过程以及乙醛酸和二羧酸的代谢过程。